# ダン (聖書)
ダン(Dan)は旧約聖書に登場する町の名前である。ヨルダン川上流にある、現在のテル・エル・カディ（アラビア語：تل القاضي、意味：「さばきの丘」）のことで、イスラエル名をテル・ダン（アルファベット表記：Tel Dan、ヘブライ語表記：תל דן 、意味：ダンの山）と言う。この丘はかつては政治的、宗教的に重要な町であった。
カナン定着時代に、ダン族にはその相続地として、ユダ族とベニヤミン族の領土の西方が割り当てられたが、エモリ人やペリシテ人の圧迫を受けたので、ダン部族は移住を決意して、北上してライシュ（レシェム）を占領して、その地をダンと改名し、ダン部族の首都とした。
ダンは旧約聖書で規定されるイスラエル北端の町であり、南端のベエル・シェバと組み合わせた「ダンからベエル・シェバに至るまで」は「イスラエル全土」を表す慣用表現である。歴代誌では、「ベエル・シェバからダンまで」となっている。
旧ライシュは、イスラエル人が来る前は、フェニキヤ人（シドン人）が居住する場所である。ダン部族の人々は移住の際に、エフライム族ミカの家から略奪してきた彫像を建立して、モーセの孫ヨナタンを祭司にした。この祭司はアッシリア捕囚期まで続いた。
北イスラエル王国の初代王ヤロブアム1世は、ダンとベテルに聖所を建設して、子牛の像を据えた。これは、イスラエルの信仰の堕落を招き預言者から非難を受けた。
北イスラエル王バシャの時代には、南王国ユダと同盟を結んだダマスコの王ベン・ハダデを攻撃した、この地は北方からの侵略者により度々蹂躙された。